# Catarina de San Juan

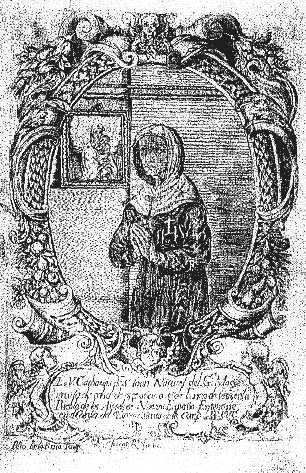
Se muestra una Catarina de edad avanzada en una sotana con el monograma IHS del latín Iesvs Hominorvm Salvator (Jesús salvador de la humanidad) mientras la virgen y el niño Jesús.

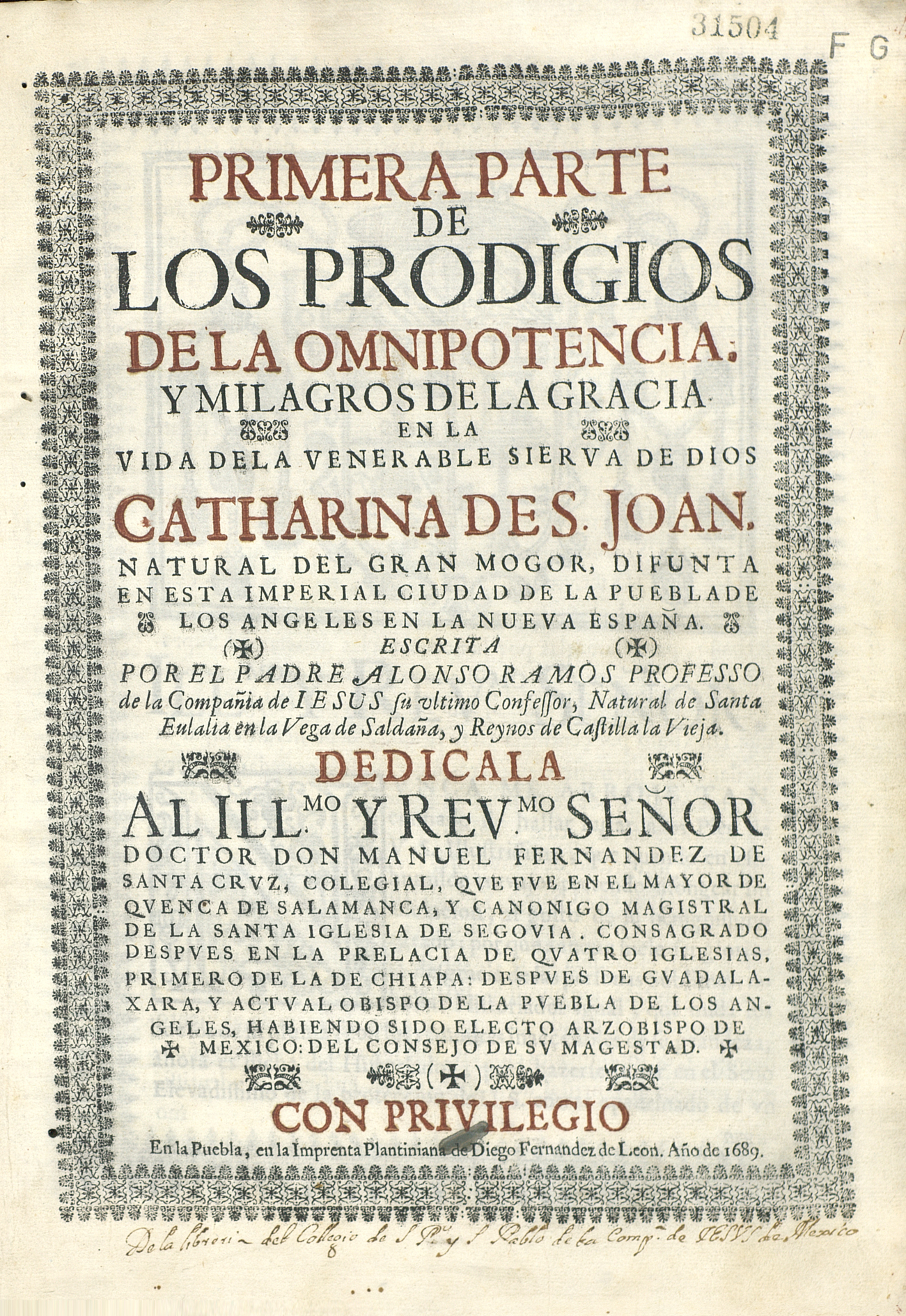
Primera parte de los prodigios de la omnipotencia, y milagros de la gracia en la vida de la venerable sierva de Dios Catharina de San Joan.

Catarina de San Juan (1605-1688) fue una mística novohispánica, identificada popularmente con La china poblana, personaje del folklore mexicano. Fue una mujer que probablemente nació en el Gran Mogol, la persona más ampliamente biografiada en el virreinato de la Nueva España.

## Historia
La vida de Catarina de San Juan fue narrada por ella misma a sus diferentes confesores. Tres de ellos escribieron sendos textos que nos permiten ahora conocer a este personaje. Ellos fueron el jesuita Alonso Ramos, el secular Joseph del Castillo Graxeda y el jesuita Francisco de Aguilera. Ramos escribió Los prodigios de la omnipotencia y milagros de la gracia en la vida de la venerable Catarina de San Joan en tres volúmenes con cerca de mil páginas de información. La Inquisición consideró que el libro estaba lleno de fantasías y supersticiones y fue prohibido. Quizá el texto más verídico sea el de Castillo quien tuvo a Catarina no solamente como hija de confesión sino también como amiga. Él escribió el Compendio de la vida y virtudes de la venerable Catarina de San Joan un poco después de haberse publicado la biografía de Ramos. Se trata de un libro mucho más modesto que muestra a Catarina más como una mujer y no como a un ser sobrenatural. Finalmente, Aguilera le dedicó un hermoso sermón fúnebre que fue publicado en Puebla.
Poco se conoce de su vida; existen diferentes historias acerca de su origen, pero la más conocida es la versión jesuita de 1689, la cual narra que nació en el Gran Mogol (posiblemente en Delhi) hacia 1605, fue llamada Mirra y, a consecuencia de las invasiones turcas, huyó a las islas portuguesas; de ahí llegó a Filipinas y fue bautizada por la compañía de Jesús con el nombre de Catharina de San Joan. Posteriormente, en 1619, arribó a Puebla como esclava de la familia de Miguel de Sosa, quien en su testamento estableció fuera liberada. Tiempo después contrajo matrimonio con el esclavo de casta chino Domingo Juárez; al poco tiempo enviudó y a partir de ese momento vivió recluida en el Templo del Espíritu Santo; dedicando su vida a Dios hasta su muerte, el 5 de enero de 1688.

## Creencias
Catarina fue una fiel creyente de Dios; a pesar de que estuvo casada conservó por decisión propia su virtud. En su época existían formas de mortificación corporal con el fin de llevar vidas virtuosas o convertir a las personas en santas; Catharina se ponía chinas en los zapatos para que le lastimaran al caminar y se colgaba de los cabellos.
Tenía éxtasis frecuentes y decía que frecuentemente recibió visitas de personajes sagrados; Cristo se le solía presentar desnudo como en la resurrección o en el Calvario, y la beata lo echaba de sí, reprendiéndolo por no presentarse debidamente vestido.

## Controversias
Según el edicto de 1696, el Tribunal del Santo Oficio prohibió la reproducción de su imagen en estampas, así como también la difusión de su biografía escrita por Alonso Ramos. Los prodigios de la omnipotencia y milagros de la gracia en la vida de la venerable sierva de Dios Catharina de San Joan publicado tiempo después por Diego Fernández de León en cuya segunda parte se encuentra el único retrato que se conoce de ella, realizado por Pedro de la Rosa y Joseph Rs.Juene.